# Ichchhapor
Ichchhapor là một thị trấn thống kê (census town) của quận Surat thuộc bang Gujarat, Ấn Độ.

## Nhân khẩu
Theo điều tra dân số năm 2001 của Ấn Độ, Ichchhapor có dân số 8291 người. Phái nam chiếm 56% tổng số dân và phái nữ chiếm 44%. Ichchhapor có tỷ lệ 79% biết đọc biết viết, cao hơn tỷ lệ trung bình toàn quốc là 59,5%: tỷ lệ cho phái nam là 83%, và tỷ lệ cho phái nữ là 75%. Tại Ichchhapor, 13% dân số nhỏ hơn 6 tuổi.